# Уорд, Дэнни
Дэниэл Уорд (англ. Daniel "Danny" Ward; 22 июня 1993, Рексем, Уэльс) — валлийский футболист, вратарь клуба «Рексем» и сборной Уэльса. Участник двух чемпионатов Европы (2016 и 2020).

## Клубная карьера
Уорд — воспитанник клуба «Рексем» из своего родного города. В 2011 году он на правах аренды перешёл в английский «Тамуэрт». 12 мая в матче против «Хейз энд Идинг Юнайтед» Данни дебютировал в Национальной конференции. В январе 2012 года Уорд перешёл «Ливерпуль». Сумма трансфера составила 100 тыс. фунтов. В 2015 году для получения игровой практики он перешёл в «Моркам». 21 марта в поединке против «Карлайл Юнайтед» Дэнни дебютировал во Второй английской лиге. В том же году после окончания аренды он продлил контракт с «Ливерпулем» до 2020 года.
Летом того же года Уорд перешёл на правах аренды в шотландский «Абердин». 2 июля в поединке Лиге Европы против македонской «Шкендии» Дэнни дебютировал за новый клуб. 2 августа в матче против «Данди Юнайтед» он дебютировал в шотландской Премьер лиге.
В январе 2016 года главный тренер «Ливерпуля» Юрген Клопп после неуверенной игры голкиперов Симона Миньоле в Английской Премьер-лиге и Адама Богдана в кубковых встречах принял решение о досрочном расторжении арендного соглашения с «Абердином» и о возвращении Уорда.. Дебют Дэнни за «Ливерпуль» состоялся 17 апреля 2016 года в матче 34 тура английской Премьер-лиги против «Борнмута». Уорд отыграл весь матч, пропустил гол в концовке встречи, а его команда одержала победу со счетом 2:1.
Летом 2016 года Уорд был отдан в аренду в «Хаддерсфилд Таун». 6 августа в матче против «Рединга» он дебютировал в Чемпионшипе. 20 июля 2018 года Дэнни перешёл в «Лестер Сити», подписав контракт на 4 года. Сумма трансфера составила 12,5 млн фунтов.

## Международная карьера
24 марта 2016 года в товарищеском матче против сборной Северной Ирландии Уорд дебютировал за сборную Уэльса, заменив во втором тайме Уэйна Хеннесси.
Летом того же года Дэнни в составе сборной принял участие в чемпионате Европы во Франции. На турнире он сыграл в матче против сборной Словакии. Был основным вратарём сборной на чемпионате Европы 2020, а также сыграл на чемпионате мира 2022 против сборных Англии и Ирана.

## Достижения

### Командные
«Лестер Сити»
- Обладатель Кубка Англии: 2020/21
- Обладатель Суперкубка Англии: 2021